# Толь (дворянский род)
Толь (Toll) — род остзейского дворянства, происходящий из графов Голландских. Пожалованы баронским и графским достоинством.
Род графов и баронов Толь внесён в матрикулы эстляндского дворянства, а две дворянские отрасли этого рода — в матрикулы Великого княжества Финляндского

## Происхождение и история рода
Фамилия Толь (Toll) принадлежит к числу древнейших дворянских домов в Европе. Её в течение долгого времени смешивали с фамилией Долен (Dolen), но, по новейшим изысканиям и по сличению между собой гербов их, оказывается, что эти две фамилии совершенно различного происхождения и принадлежат к древнему дворянству.
Предок их, Арнольд, граф Голландский убит в сражении под Вукелем в Фрисландии († 1005). Один из потомков, Флорус фон Тейлинген (VII колено), получил во владение замок Толь близ Лейдена и стал родоначальником рода Толь. Другой Флорус фон-Толь (X колено) известный воин своего времени, сподвижник на поле ратном графа голландского Вильгельма IV. Иоанн фон-Толь переселился в Остзейские области (около 1500) и был помещиком на острове Эзель.
Лука фон-Толь, «муж обширного ума и замечательной учёности», посол ливонского короля Магнуса при дворе царя Ивана IV Грозного. В бытность Лифляндии и Эстляндии под владычеством шведским, многие из членов фамилии Толь с отличием служили под знаменами великого Густава-Адольфа, Карла X и Карла XII (1611—1718). Христофор и Христиан фон-Толь отличились в тридцатилетней войне (1618—1648), в битвах под Люценном и под Нордлингеном. Людвиг фон-Толь участвовал в походах Карла X (1654—1697).
В конце XVI века Лука Толь владел поместьем на о-ве Эзеле. Карл-Фридрих (г/р 1765) и Карл-Генрих (г/р 1779) фон-Толь — финляндские помещики, с присоединением Финляндии к России, поступили в Российское подданство.
Юхан Кристофер Толь (1743—1817), фельдмаршал, любимец Густава IV, возведен им (1799) в баронское Шведского королевства достоинство, а потом королём Карлом XIII возведён в графское Шведского королевства достоинство (1814), кавалер ордена Серафимов и российского ордена Святого Андрея Первозванного, умер в безбрачии († 1817) и с ним угас графский титул. Но, по его ходатайству, король Карл XIII возвёл в баронское Шведского королевства достоинство старшего из его племянников Густава-Филиппа-Адама Толь (1813).
Карл Фёдорович Толль (1777—1842) возведён императором австрийским Францем I в баронское Австрийской империи достоинство и за Кулевчинскую битву возведён императором Николаем I Павловичем в графское Российской империи достоинство (09 июня 1829).

## Описание герба
Щит разделен наподобие Андреевского креста, посредине оного в малом щитке, разделенном перпендикулярно надвое, находится древний герб дворянского рода Толь: в правом красном поле стоящий лев, обращенный в правую сторону, имеющий на главе корону, а в левом серебряном поле означена от правого верхнего к левому нижнему углу диагонально река.
В верхней части щита, в золотом поле виден до половины чёрный двуглавый коронованный орёл, имеющий на груди в малом голубом щитке вензелевое имя ЕГО ВЕЛИЧЕСТВА ГОСУДАРЯ ИМПЕРАТОРА НИКОЛАЯ 1-го. В боковых частях: правой голубой находится золотой крест и под ним луна, рогами обращенная вниз. В левой серебряной крестообразно положены пальмовая в масличная ветви. В нижней части, в красном поле, изображен лагерь и скачущий в правую сторону на белом коне всадник, держащий в правой руки поднятый к поражению меч.
Щит покрыт графскою короною, на поверхности которой три шлема увенчанные: средний графскою, а крайние дворянскими коронами, из коих на среднем виден чёрный двуглавый коронованный орел, а на крайних с правой стороны лев, имеющий на главе корону, а с левой два чёрных орлиных крыла и на них серебряная полоса. Намёт на щите красный, подложенный золотом и серебром. Щитодержатели: два воина, имеющие в руках копья. Под щитом девиз: «БОГ МОЯ НАДЕЖДА».

## Известные представители
- Каспарян-Адольф фон-Толь (XVIII колено) — шведский офицер. погиб во время Северной войны.
- Христиан-Вильгельм фон-Толь — шведский офицер, погиб в сражении под Эрастфером, где русские под предводительством фельдмаршала Шереметьева, одержали первую победу над шведами († 30 декабря 1701).
- Рейнголид-Фридрих фон-Толь — российский подполковник, погиб в Семилетнию войну в битве под Цорндорфом († 1758).
- Карл Карлович Толь (1834—1893) — граф, посланник в Дании.
- Николай Карлович (1819—1880) — граф, генерал-майор императорской свиты.
- Сергей Александрович (1848—1918) — петербургский гражданский губернатор.
- Роберт Фёдорович Толь (1802—1876), известный археолог, составил значительное собрание старинных документов и предметов в своем имении Куккерс, им издано (вместе с Бунге и Пабстом) несколько томов старинных документов, относящихся до Прибалтийского края («Est- und Livländische Brieflade»).
- Гаральд Робертович (1848—1909), — барон, заведующий Дворянским архивом в Ревеле, археолог и собиратель старинных документов[4].
- Эдуард Васильевич Толь (1858—1902) — барон, естествоиспытатель.
- Николай Петрович Толь (1894—1985)[5].